# Marcos Pinto
Marcos Ariel Pinto (25 de enero de 1994; Ciudad de Formosa, Argentina) es un futbolista argentino. Juega de lateral y actualmente juega para Almagro de Primera Nacional.

## Trayectoria
Llegó al conjunto granate en 2008 desde la Academia Duchini de Villa Constitución (cerca de Rosario) tras superar la prueba que hizo Roberto Puppo. Se inició con Tataré Oviedo, y posteriormente pasó por las manos de Carlos Forte en el club Independencia.
Marcos Pinto el 30 de octubre de 2011, en el partido ante Godoy Cruz fue por primera vez al banco de los suplentes.
Debutó en la primera de Lanús de titular en reemplazo del lesionado Maxi Velázquez en el lateral izquierdo, el 7 de septiembre de 2014 ante Racing Club de Avellaneda con la dorsal 29

## Clubes
| Club                     | País      | Año           | PJ | Goles |
| ------------------------ | --------- | ------------- | -- | ----- |
| Lanús                    | Argentina | 2011-2015     | 1  | 0     |
| San Martín (SJ) (Cedido) | Argentina | 2015          | 8  | 0     |
| Lanús                    | Argentina | 2016-2017     | -  | -     |
| Temperley (Cedido)       | Argentina | 2017-2018     | -  | -     |
| Lanús                    | Argentina | 2018-2019     |    |       |
| Barracas Central         | Argentina | 2019-presente |    |       |

## Selección nacional

### Participaciones con la selección
| Torneo                                 | Sede    | Resultado        |
| -------------------------------------- | ------- | ---------------- |
| Campeonato Sudamericano Sub-15 de 2009 | Bolivia | Primera ronda    |
| Campeonato Sudamericano Sub-17 de 2011 | Ecuador | Tercer puesto    |
| Copa Mundial de Fútbol Sub-17 de 2011  | México  | Octavos de final |

### Goles internacionales
No incluye partidos amistosos.
| 1 | Estadio Bellavista, Ecuador | Ecuador | 1-0 | 2-0 | Campeonato Sudamericano Sub-17 de 2011 |

## Palmarés

### Copas nacionales
| Título                | Club  | País      | Año  |
| --------------------- | ----- | --------- | ---- |
| Primera División      | Lanús | Argentina | 2016 |
| Copa del Bicentenario | Lanús | Argentina | 2016 |
| Supercopa Argentina   | Lanús | Argentina | 2017 |

### Copas internacionales
| Título            | Club  | País      | Año  |
| ----------------- | ----- | --------- | ---- |
| Copa Sudamericana | Lanús | Argentina | 2013 |